# Фоггон, Алан
Алан Фоггон (англ. Alan Foggon; 23 февраля 1950) — английский футболист, нападающий. Единственный футболист, сыгравший за четыре клуба Северо-Восточной Англии, в том числе за «большую тройку» клубов этого региона («Ньюкасл Юнайтед», «Мидлсбро» и «Сандерленд»).

## Футбольная карьера
Уроженец Пелтона (графство Дарем), Алан вырос в шахтёрском посёлке Крегхед, где его отец работал в местной шахте. Выступал за футбольную команду своей школы. Его заметили скауты клуба «Ньюкасл Юнайтед», и в 1967 году Алан подписал любительный контракт с клубом. В основном составе «сорок» дебютировал 10 февраля 1968 года в матче против «Арсенала». В июне 1969 года забил победный гол во втором матче финала Кубка ярмарок, в котором «Ньюкасл Юнайтед» обыграл «Уйпешт». Всего провёл за клуб 81 матч и забил 16 голов.
В августе 1971 года перешёл в «Кардифф Сити» за 25 тысяч фунтов. Он не смог закрепиться в основном составе валлийского клуба, и в октябре 1972 года стал игроком «Мидлсбро», заплатившего за его переход 10 тысяч фунтов. В составе «Боро» Фоггон стал одним из игроков основного состава и помог команде вернуться в Первый дивизион, выиграв Второй дивизион в сезоне 1973/1974.
В 1976 году отправился в США, где выступал за клубы Североамериканской футбольной лиги (NASL) «Рочестер Лансерс» и «Хартфорд Байсентенниалс».
В июле 1976 года вернулся в Англию, подписав контракт с «Манчестер Юнайтед». Он провёл за «красных дьяволов» только три матча в августе и сентябре 1976 года (во всех случаях выходя на замену). Уже в сентябре 1976 года был продан в «Сандерленд».
После одного сезона в составе «Сандерленда» Фоггон выступал за «Саутенд Юнайтед», «Хартлпул Юнайтед», «Консетт» и «Уитли-Бэй».

## Достижения
Ньюкасл Юнайтед
- Обладатель Кубка ярмарок: 1969

Мидлсбро
- Победитель Второго дивизиона: 1973/1974

## После завершения карьеры
После завершения карьеры футболиста жил Саут-Тайнсайде, работал в Спенниморе и Саут-Шилдсе.